# Lismore (Nuovo Galles del Sud)
Lismore è una città dell'Australia situata nella zona settentrionale del Nuovo Galles del Sud, a poche decine di chilometri dalla costa orientale che si affaccia sull'Oceano Pacifico.   
La sua distanza da Sydney è di 734 km, mentre quella da Brisbane è di 200 km.
Si trova su una pianura alluvionale sulle rive del fiume Wilsons vicino alla confluenza con il Leycester Creek, entrambi tributari del fiume Richmond, che sfocia nell'Oceano Pacifico a Ballina, 30 km a est.

## Amministrazione

### Gemellaggi
Lismore è gemellata con:
- Yamatotakada, dal 1963
- Eau Claire (Wisconsin)
- Lismore (Irlanda)